# Lettres marocaines
Lettres marocaines (titre original en espagnol : Cartas marruecas) est un roman épistolaire de José Cadalso publié en 1789 (à titre posthume).